# 厄尔河畔厄德勒维尔
厄尔河畔厄德勒维尔（法語：Heudreville-sur-Eure，法語發音：[ødʁəvil syʁ œʁ]）是法国厄尔省的一个市镇，属于莱桑德利区。

## 地理
厄尔河畔厄德勒维尔（49°8'26"N, 1°11'19"E）面积14.15 平方千米，位于法国诺曼底大区厄尔省，该省份为法国北部内陆省份，北起滨海塞纳省，西接奧恩省和卡爾瓦多斯省，南至厄尔-卢瓦省，东临瓦兹省、瓦兹河谷省和伊夫林省。
与厄尔河畔厄德勒维尔接壤的市镇（或旧市镇、城区）包括：阿基尼、阿伊、厄尔河畔卡伊、拉沙佩勒-迪布瓦德福、伊尔维尔、克莱瓦莱德尔。

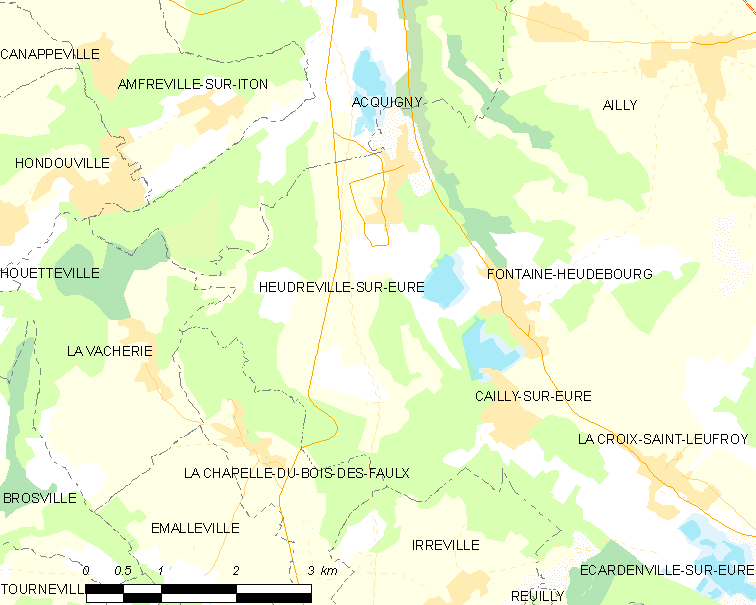
厄尔河畔厄德勒维尔的OSM定位图

厄尔河畔厄德勒维尔的时区为UTC+01:00、UTC+02:00（夏令时）。

## 行政
厄尔河畔厄德勒维尔的邮政编码为27400，INSEE市镇编码为27335。

## 政治
厄尔河畔厄德勒维尔所属的省级选区为加永县。

## 人口

1962-2008年间厄尔河畔厄德勒维尔人口变化图示

厄尔河畔厄德勒维尔于2022年1月1日时的人口数量为1066人。